# Rosenburg-Mold
Rosenburg-Mold osztrák község Alsó-Ausztria Horni járásában. 2024 januárjában 857 lakosa volt. 

## Elhelyezkedése

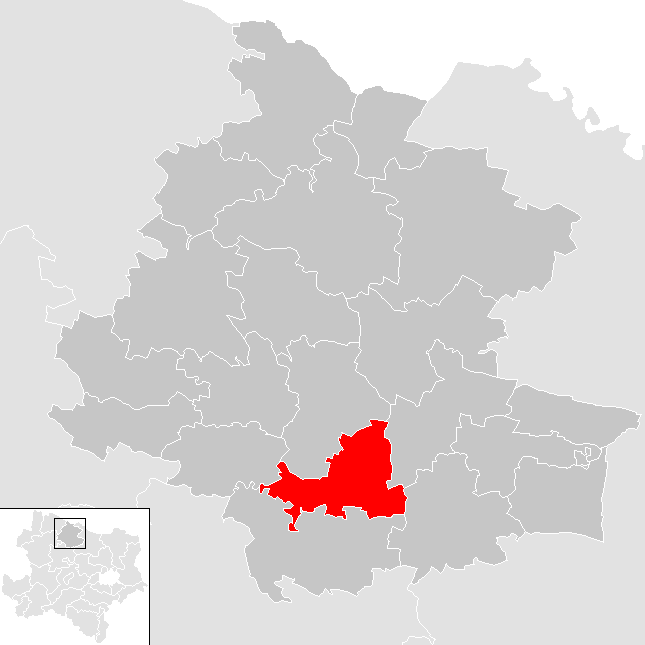
Rosenburg-Mold a Horni járásban

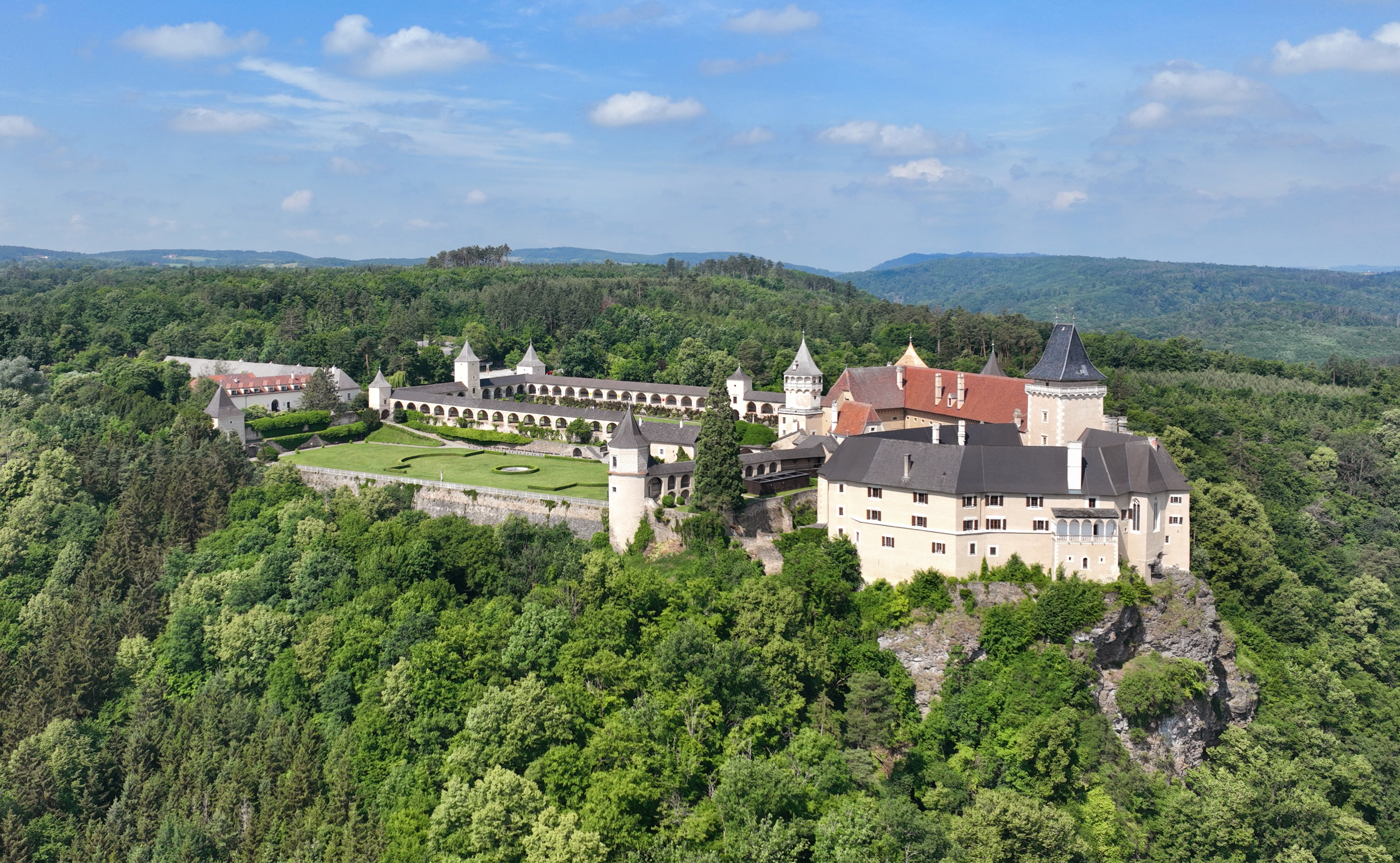
A rosenburgi kastély

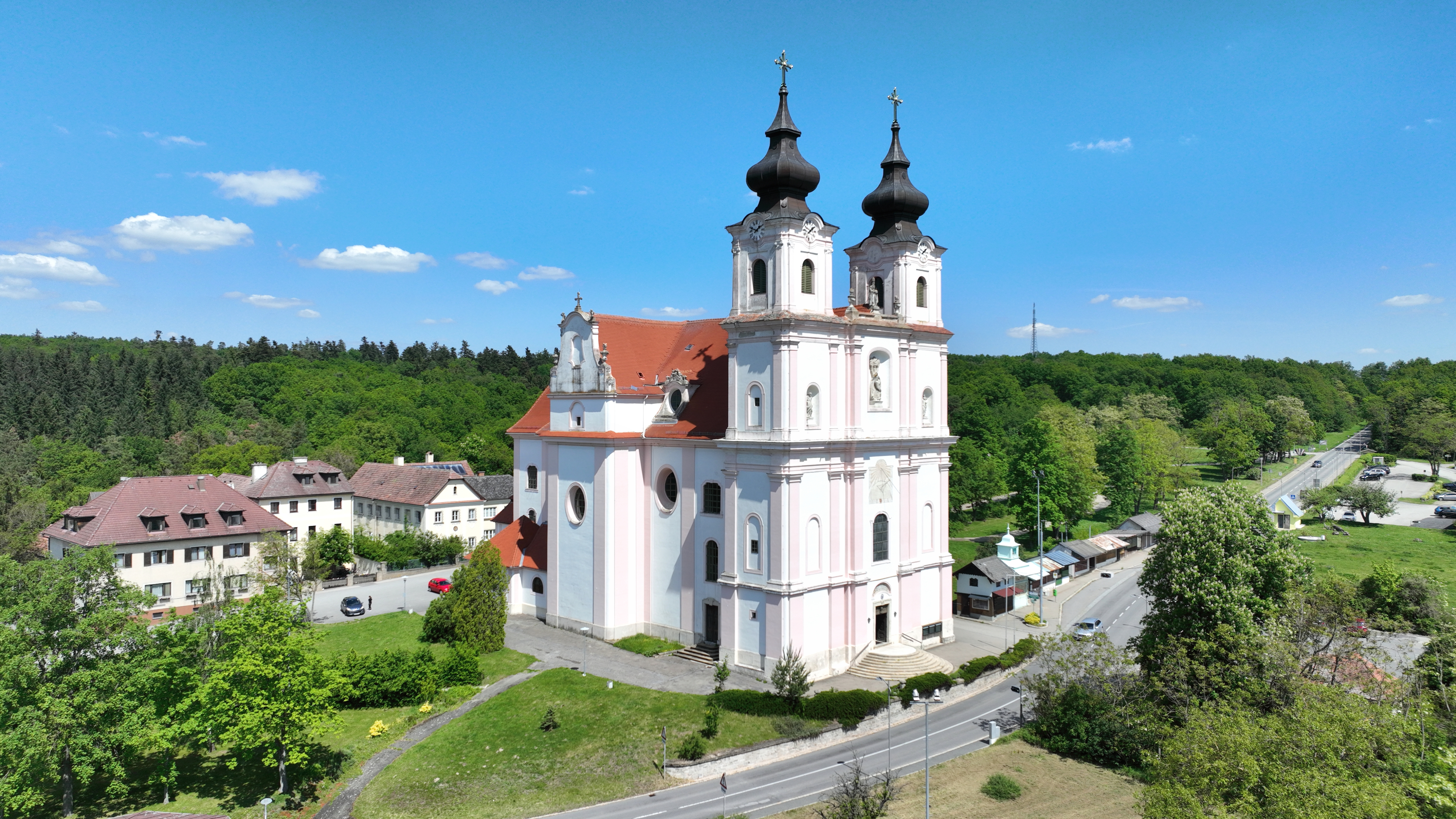
A Maria Dreieichen-bazilika

Rosenburg-Mold a tartomány Waldviertel régiójában fekszik a Horni-medencében. Legfontosabb folyóvizei a Kamp és a Taffa. Területének 37,8%-a erdő, 54% áll mezőgazdasági művelés alatt. Az önkormányzat 5 települést egyesít: Mold (342 lakos 2024-ben), Mörtersdorf (136), Rosenburg (298), Stallegg (12) és Zaingrub (69).
A környező önkormányzatok: északra Horn, keletre Meiseldorf, délkeletre Burgschleinitz-Kühnring, délre Gars am Kamp, nyugatra Altenburg.

## Története
Rosenburg várát 1150 körül említik először. 1487 és 1604 között a Grabner zu Rosenburg család birtokolta a várat és a hozzá tartozó uradalmat. A reformációt követően a lakosság többsége áttért a lutheránus vallásra. 16. század végén és a 17. század elején Rosenburg volt az alsó-ausztriai protestantizmus egyik központja. Akkori birtokosa, Leopold Grabner zu Rosenburg nyomdát állított fel a várban, innen látták el protestáns könyvekkel, anyagokkal hittársaikat. Leopold fia, II. Sebastian Grabner zu Rosenburg a várat pompás reneszánsz kastéllyá építtette át, amibe pénzügyileg bele is rokkant és 1604-ben el kellett adnia rokonának, Hans Jörger zu Tolletnek. Az ellenreformáció során Rosenburg kastélya 1611-ben ismét katolikus urat kapott Franz von Dietrichstein bíboros személyében. 1659-ben a kastély és az uradalom Johann Joachim Enzmilner von Windhag birtokába került, aki tovább bővíttette a kastélyt. Néhány tűzvészt és több évtizedes elhanyagolást követően a 18. század végétől a kastély állaga romlani kezdett. A településnek regionális gazdasági jelentősége volt: három gabonamalom, egy papírmalom, egy rongymalom és egy fafeldogozó működött benne; utóbbiban Kamptalból tutajozott fát dolgozták fel. Miután a kastélyt 1859-1875 között felújították és 1889-ben megnyílt a kamptali vasút, Rosenburg Kamp-völgy fontos nyári üdülőhelyévé fejlődött. Az 1920-as gazdasági válság idején Rosenburg önkormányzata, sok más településhez hasonlóan, saját pénzt bocsátott ki. 
Az 1938-as Anschlusst követően az addig független Etzmannsdorf am Kamp, Mühlfeld és Wanzenau községeket Rosenburg községhez csatolták (1945 után ismét önállóvá váltak). A rosenburgi malom épületeit 1940-től az épületeket hadifogolytáborként használták, kezdetben belga és francia, később szovjet hadifoglyok számára. 1938-ban Gabriele és Heinrich Kertesz zsidó házaspár villáját a városi tanács elkobozta ("árjásította"); az épületet azóta is polgármesteri hivatalként használják. A Kertesz házaspárt Bécsbe költöztették, ahol 1942-ben Theresienstadtba deportálták őket. Heinrich Kertesz feltehetően röviddel később meghalt, Gabrielét pedig Treblinkába szállították, ahol meggyilkolták. 
A háború után a turizmus nem tudott magához térni. Megváltoztak az utazási szokások és a víztározók építése miatt a Kamp vize is jóval hűvösebbé vált. Az önkormányzathoz tartozó kisebb falvak máig elsősorban mezőgazdaságból élnek. 

## Lakosság
A rosenburg-moldi önkormányzat területén 2024 januárjában 857 fő élt. A lakosságszám 1951-ben érte el a csúcspontját 1278 fővel, azóta csökkenő tendenciát mutat. 2022-ben az ittlakók 86,5%-a volt osztrák állampolgár; a külföldiek közül 2,1% a régi (2004 előtti), 5,1% az új EU-tagállamokból érkezett. 1,4% a volt Jugoszlávia (Horvátország és Szlovénia kivételével) vagy Törökország; 4,9% egyéb ország polgára volt. 2001-ben a lakosok 86,8%-a római katolikusnak, 0,4% evangélikusnak, 1,5% ortodoxnak, 3,4% mohamedánnak, 6,7% pedig felekezeten kívülinek vallotta magát. Ugyanekkor 2 magyar élt a községben; a legnagyobb nemzetiségi csoportot a németek (90,9%) mellett a csehek alkották 2,1%-kal. 
A népesség változása:

| 2016 | 796 |
| 2018 | 856 |

## Látnivalók
- a rosenburgi kastély
- a moldi Maria Dreieichen-kegytemplom
- a stalleggi várrom

## Fordítás
- Ez a szócikk részben vagy egészben  a   Rosenburg-Mold című német Wikipédia-szócikk ezen változatának fordításán alapul.  Az eredeti cikk szerkesztőit annak laptörténete sorolja fel. Ez a jelzés csupán a megfogalmazás eredetét és a szerzői jogokat jelzi, nem szolgál a cikkben szereplő információk forrásmegjelöléseként.